# 陂帕同·颂通亚纳奇
陂帕同·颂通亚纳奇（1980年12月25日—），或译博裴通·颂托恩亚纳奇，昵称Two，是泰国男演员、歌手、词曲作者、主持人兼服装设计师。代表影视作品有《公众系列》、《我很好，爱死你！》等。